# ホームラン (お笑いコンビ)
ホームランは、トービック・漫才協会・落語協会に所属する日本のお笑いコンビ。

## 概要
1982年、初代三波伸介の弟子であったたにしと、小野ヤスシの門弟だった勘太郎が、三波・小野の出演していた「スターどっきり（秘）報告」（フジテレビ）の収録現場で知り合い、「コント21世紀」の名でコンビを結成。のちに漫才に転向、改名する。
2006年にはすず風金魚（すず風にゃん子・金魚）の誘いで落語協会に入会。以後、寄席に頻繁に出演していた。
コンビとしての最後の出演は、2020年6月28日の鈴本演芸場の配信寄席となった。

## メンバー

### たにし
たにし（1950年1月16日 - ）静岡県出身。本名：高瀬荘一。出囃子は「コンバットマーチ」。ボケ担当。
背が低い方。藤木孝「24000回のキッス」の振りまねの持ちネタがある。テナーサックスを得意とする。
勘太郎の死後は「ホームランたにし」としてピンの漫談家で活動。漫才協会定席は2022年2月上席から、落語協会定席も鈴本演芸場二月中席「上野街笑賑」柳家一琴の主任興行に顔付けされている。

#### 芸歴
- 1971年 - 初代三波伸介に弟子入り。「波 たにし」を名乗る。
- 1982年 - 「ホームラン」コンビ結成。
- 2006年4月 - 落語協会に入会し、各寄席に出演。
- 2022年2月 - 「ホームランたにし」として漫談家で活動。

### 勘太郎
勘太郎（かんたろう、1955年11月7日 - 2021年9月18日）広島県安芸郡府中町出身、千葉県浦安市に住んだ。本名：岡本善陽。出囃子は「ホームラン音頭」。
背が長い方、ツッコミ。トランペット演奏が特技。マオカラーのジャケットをよく着用していた。サッカーが得意で、春風亭正朝、古今亭志ん彌らと共にプレーしていた。
2021年9月18日0時、心不全のため、千葉県内の病院で死去。65歳没。
訃報は、密葬に参列したおぼん（同じ事務所所属でもある）が9月21日にツイートしたことで明らかになった。落語協会・漫才協会は翌日に公表。

## 主な出演
テレビ・ラジオ
- お笑いスター誕生!!（日本テレビ、コント21世紀名義）
- 伊東四朗のあっぱれ土曜ワイド（文化放送）
- 真打ち競演（NHKラジオ第1放送）
- ラジオ寄席（TBSラジオ）
  - 2021年10月17日放送分では、勘太郎の追悼特集が組まれた（スタジオゲストは、たにし、すず風金魚、ロケット団三浦昌朗）。

テレビドラマ
- 連続テレビ小説「おしん」第33話（1983年5月11日、NHK） - 工夫 役

映画
- シベリア超特急3
- 漫才協会 THE MOVIE 舞台の上の懲りない面々（2024年3月1日、KADOKAWA/ミックスゾーン/中京テレビ放送/ミラクルヴォイス[8]）たにしのみ

劇場アニメ
- おしん（1984年） - 工夫

CM
- マツダ・ボンゴブローニイ（山城新伍と共演）

## 著書
ホームランたにし
- 『いつまでもホームラン 天国の伸介師匠と勘太郎へ』 ホームランたにし（敬文舎） 2025年6月 ISBN 978-4911104750